# Бодли, Рональд Виктор Кортни
Ро́нальд Ви́ктор Ко́ртни Бо́дли (англ. Ronald Victor Courtenay Bodley, также Р. В. К. Бодли — с англ. R. V. C. Bodley; 3 марта 1892, Париж, Франция — 26 мая 1970, Брэмли, Суррей, Англия, Великобритания) — британский военный деятель, писатель и журналист.
Рональд Бодли родился в 1892 году во Франции. После получения образования в 1911 году он поступил в Королевский стрелковый корпус. Принял участие в Первой мировой войне и был награждён Военным крестом. После войны Бодли отправился в Африку, проведя семь лет в пустыне Сахара, а затем — в Азию, а именно в Японию. По материалам своих путешествий он написал несколько книг, которые завоевали ему репутацию одного из самых выдающихся английских писателей о Сахаре, а также расцениваются как основной западный источник информации о территории Южного Тихоокеанского мандата.
В 1935 году Бодли переехал в США, где работал в качестве сценариста. После начала Второй мировой войны он был вновь зачислен в Британскую армию и отправлен в Париж для выполнения задач Министерства информации. После захвата Франции нацистами Бодли эмигрировал в Соединённые Штаты, где стал советником Управления военной информации. Он продолжил писательскую деятельность, выпустил несколько книг и скончался в 1970 году в Великобритании.

## Биография

### Молодые годы
Рональд Виктор Кортни Бодли родился в Париже 3 марта 1892 года, в семье Джона Эдварда Кортни Бодли и Эвелин Бодли (в девичестве Фрэнсис). Рональд был старшим из трёх детей: его брат Джослин и сестра Ава родились в 1893 и 1896 году, соответственно. Он был потомком дипломата и основателя Бодлианской библиотеки Оксфордского университета Томаса Бодли, а также родственником писательницы Гертруды Белл. Рональд жил во Франции с родителями, пока ему не исполнилось девять лет. Его дед владел дворцом в турецком стиле в Алжире, в котором Бодли часто бывал в детстве.

### Военная служба
Отучившись в Лицее в Париже, Рональд Бодли поступил в Итонский колледж, а затем в Королевский военный колледж в Сандхерсте, во время учёбы в котором, в сентябре 1911 года, он поступил в Королевский стрелковый корпус в звании второго лейтенанта. Бодли провел три года на службе в Индии, где начал писать и ставить пьесы. В связи с этим его командир однажды заметил: «Пьесы забавны. Ты надежда полка и всё такое, но ты в армии для того, чтобы стать солдатом или комиком?». Вскоре началась Первая мировая война, и Бодли был отправлен на Западный фронт, где прослужил четыре года. Он был несколько раз ранен, пострадав в том числе от химического оружия. 2 июня 1916 года ко дню рождения Короля, Бодли был награждён Военным Крестом. С 24 октября по 27 ноября 1916 года в чине подполковника он командовал 7-м батальоном Королевского стрелкового корпуса. Во Франции Бодли был временно повышен в звании до полковника, после чего 15 августа 1918 года он получил должность помощника военного атташе в Париже.

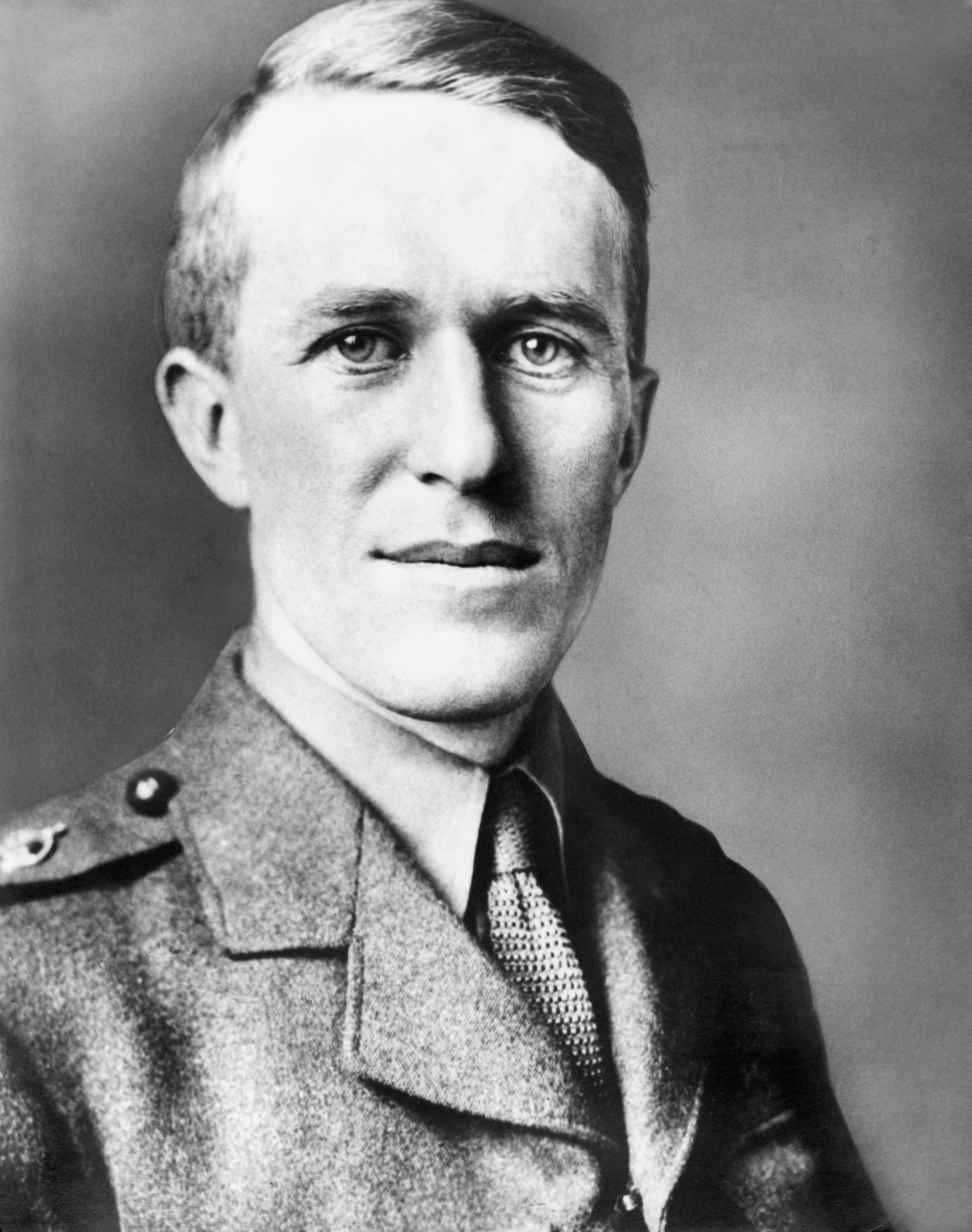
Лоуренс Аравийский.

В качестве помощника военного атташе Бодли принял участие в Парижской мирной конференции 1919 года. Услышанное там заставило Бодли почувствовать, что он и миллионы других солдат боролись ни за что. Позже он говорил, что «эгоистичные политики закладывали основу для Второй мировой войны — каждая страна захватывала всё, что она могла, создавая национальные антагонизмы и возрождая тайные интриги». Разочаровавшись в военной службе, Бодли начал карьеру в политике, прислушавшись к совету Дэвида Ллойд Джорджа.
В то же время, Гертруда Белл представила Бодли Томасу Эдварду Лоуренсу. Они встретились в один из дней во время проведения конференции, и Бодли рассказал Лоуренсу о своём намерении перейти в политику. Лоуренс отреагировал яростно, назвав Бодли «дебилом» и «предателем». Когда Бодли заметил, что не имеет никаких перспектив, так как война закончилась, и спросил, что же он должен делать, Лоуренс предложил «жить с арабами». Позже Бодли отмечал, что беседа с Лоуренсом, продлившаяся «меньше, чем 200 секунд», оказалась судьбоносной. Бодли быстро привёл в порядок свои дела и перед выездом в Сахару побывал на прощальной вечеринке в его честь. Друзья были ошеломлены его намерениями, но договорились о том, что Бодли вернётся в течение шести недель, однако он пробыл в Сахаре больше семи лет.

### Путешествие по Африке и Азии
Одним из самых сильных впечатлений которые я испытал во время жизни с арабами, было их «ежедневное восхваление» Бога. Он управлял их питанием, их путешествиями, их делами, их любовью. Он был их постоянной мыслью, их ближайшим другом, что невозможно для тех людей, чей Бог отделен от них обрядами формального поклонения
Бодли провёл семь лет в пустыне Сахара, где жил с кочевым бедуинским племенем. Он приобрел стадо из овец и коз, нанял 10 пастухов по уходу за ними, и используя хозяйство как средство дохода, через некоторое время получил 120% от своих вложений. Бодли носил арабскую одежду, говорил по-арабски, жил как мусульманин — молился пять раз в день, не читал ничего кроме Корана и воздерживался от алкоголя, а после выезда из Сахары по-прежнему не выпивал. В конце концов Бодли покинул племя по совету своего армейского начальника, сказавшего ему, что продолжать притворяться арабом нет никакого смысла. В 1927 году, на основе своего опыта жизни в Алжире, Бодли написал книгу «Algeria From Within». Успех книги значительно превысил ожидания Бодли, побудив его продолжить писательскую деятельность. Его первый роман, «Yasmina: A Story of Algeria», опубликованный в том же году, хорошо продавался и был переиздан. Однако его следующий роман, «Opal Fire», вышедший 1928 в году, был коммерчески неудачным, но это не заставило Бодли прекратить писать. Он рассматривал своё пребывание в Сахаре как «самые мирные и довольные года» своей жизни, считаясь одним из самых выдающихся английских писателей о Сахаре и получив прозвище «Бодли Аравийский».

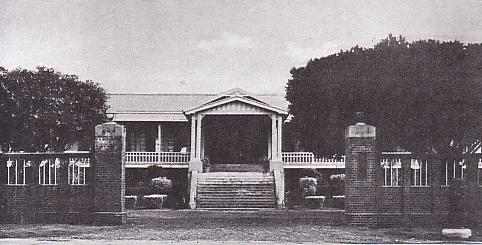
Штаб-квартира гражданской администрации Южного Тихоокеанского мандата на Сайпане.

После Сахары Бодли провёл три месяца на Яве, на чайной плантации. Затем совершил поездку в Китай и Японию. Благодаря успеху своих книг, Бодли легко получил работу журналиста в Азии, став корреспондентом «The Sphere» в Лондоне и «The Advertiser» в Австралии. Он был одним из нескольких человек из западных стран, которым в 1930 году был предоставлен доступ к территории Южного Тихоокеанского мандата, принадлежащим Японии. Бодли стал одним из основных и цитируемых источников информации о районе в то время. Попутно, в 1931 году Бодли написал свою автобиографию «Indiscretions of a Young Man», а в 1932-м — книгу «The Lilac Troll». После посещения региона мандата он сообщал, что не существует никаких доказательств того, что Япония проводит его направленную милитаризацию. В своей книге 1934 года «The Drama in the Pacific Bodley» Бодли, обобщив свой опыт и выводы, заявил, что «побывав практически на каждом острове... я убежден, что ни на каком из них ничего не было сделано для превращения в военно-морскую базу». За эти высказывания Бодли был сразу подвергнут критике и обвинён в наивности, однако впоследствии, журналист Марк Питти в своей книге 1998 года «Nan'yo: the Rise and Fall of the Japanese in Micronesia, 1885–1945» отметил, что милитаризация региона была сложной и проходила в несколько этапов, и Бодли мог её попросту не заметить.
Затем Бодли предложили работу преподавателя английского языка в Университете Кэйо, он принял её и пробыл в Японии девять месяцев, написав об своей жизни в книге 1933 года «A Japanese Omelette». В апреле того же года Бодли был пассажиром корабля «Shizuoka Maru», потерпевшим крушение на рифе к северу от Япа без пострадавших. Свои впечатления от пребывания в Азии Бодли отразил в книге 1934 года «Indiscreet travels East (Java, China and Japan)». В 1935 году под названием «Admiral Togo» он опубликовал биографию Того Хэйхатиро.

### Последующая жизнь
В 1935 году Бодли переехал в Соединённые Штаты Америки, где работал в качестве сценариста. С октября 1936 по февраль 1937 года он работал у Чарли Чаплина над адаптацией романа «Regency» Д. Л. Мюррея, что стало первым случаем, когда Чаплин нанял кого-то на должность сценариста, так как ранее он сам писал свои сценарии. В январе 1937 года Бодли завершил черновик, однако, Чаплин потерял интерес к проекту и отказался от него. Позже Бодли работал над сценарием для фильма 1938 года «Янки в Оксфорде».
После начала Второй мировой войны Бодли снова вступил в Королевский стрелковый корпус, получив звание майора, однако вскоре был с почётом уволен в отставку из-за своего возраста и заслуг перед страной, а также якобы из-за наличия большого количества молодых офицеров. После этого Бодли поступил на работу в Министерство информации и был послан в Париж. Он находился там во время вторжения немецкой армии в 1940 году, после чего смог бежать обратно в Соединённые Штаты через Португалию. По возвращении, Бодли получил гражданство США и советником Арабской редакции Управления военной информации. В том же году он вместе с Лорной Хёрст написал биографическую книгу «Gertrude Bell», а в 1941-м — «Flight into Portugal».
Во время своих путешествий по США Бодли часто читал лекции, выступив почти во всех штатах, и именно в общественных местах, включая Боудин-колледж и Colony Club. В 1944 году Бодли опубликовал книгу «Wind in the Sahara» о своей жизни в Сахаре, выдержавшую к 1949 году семь изданий и переведённую на восемь языков. В 1945 году он написал роман «The Gay Deserters», вдохновлённый его бегством от немецкой армии. В 1946 году Бодли написал биографию пророка Мухаммеда — «The Messenger», а в 1947-м — «The Quest» — о годах жизни в Азии. Также он написал эссе под названием «I Lived in the Garden of Allah», которое было размещено в книге 1948 года «How to Stop Worrying and Start Living» Дейла Карнеги. В 1953 году Бодли написал биографию Шарля де Фуко, проведшего годы своей жизни среди туарегов — «The Warrior Saint», получившую положительную рецензию в «The New York Times», а в 1955 году — книгу самопомощи «In Search of Serenity», которая также была хорошо принята.
О последних годах жизни Бодли мало что известно. Его последняя книга, «The Soundless Sahara» была издана в 1968 году. В то же время Бодли предоставил информацию для книги «The Secret Lives of Lawrence of Arabia», опубликованной в 1969 году.
Рональд Виктор Кортни Бодли скончался 26 мая 1970 года в доме престарелых в Брэмли в графстве Суррей

## Личная жизнь
Бодли женился на Рут Стэплтон-Бретертон 22 апреля 1918 года. 22 мая того же года в пригороде Кембриджа — Честертоне, у них родился единственный ребёнок — сын Марк Кортни Бодли. Через некоторое время Рут подала на развод, сославшись на прелюбодеяние и чрезмерное употребление алкоголя со стороны Бодли. Он не оспорил заявление, и развод состоялся 8 июня 1926 года, а в 1930 году Рут вышла замуж за полковника Джорджа Фредена Артура Пигот-Муди. В 1927 году Бодли вступил во второй брак с австралийкой Беатрис Клэр Лэмб, с которой познакомился во время путешествия по Северной Африке. Она подала на развод в 1939 году. 12 декабря 1942 года его сын Марк Бодли, ставший к этому времени лейтенантом 2-го драгунского полка Королевского бронетанкового корпуса,  был убит в бою в Ливии. Он был похоронен на Военном кладбище Триполи, а Бодли посвятил его памяти книгу «Wind in the Sahara». В ноябре 1949 года Бодли женился в третий раз на разведённой американке Харриет Мосли. Их брак в конце концов закончился разводом и Мозли снова вышла замуж в 1969 году.

## Награды
В 1919 году Бодли был удостоен звания Кавалера Ордена Почётного легиона от Президента Франции Раймона Пуанкаре, а в 1920 году — Офицера Ордена Чёрной звезды. В том же году ему было пожаловано звание Офицера Ордена Кароля I от Короля Румынии Фердинанда I, а в 1921 году — Орден Полосатого Тигра IV класса от президента Китайской Республики Сюй Шичана.